# Johann Wolfgang Weikert
Johann Wolfgang Weikert, född den 14 juni 1778 i Nürnberg, död där den 19 november 1856, var en tysk folkskald. 
Weikert var först skräddare, därefter lampfabrikör. Han utmärkte sig näst Grübel i dikter på Nürnbergsmålet. Weikerts Gedichte im Nürnberger Dialekt utgavs i 7 band 1814–38 och i urval 1857.